# Lijst van voetbalinterlands Guatemala - Haïti
Deze lijst van voetbalinterlands is een overzicht van alle officiële voetbalwedstrijden tussen de nationale teams van Guatemala en Haïti. De landen speelden tot op heden zestien keer tegen elkaar. De eerste ontmoeting, een wedstrijd tijdens het CCCF-kampioenschap 1961, werd gespeeld in San José (Costa Rica) op 14 maart 1961. De laatste confrontatie, een vriendschappelijke wedstrijd, vond plaats op 27 maart 2022 in Fort Lauderdale (Verenigde Staten).

## Wedstrijden
| №  | Plaats          | Datum            | Competitie                  | Wedstrijd         | Uitslag |
| -- | --------------- | ---------------- | --------------------------- | ----------------- | ------- |
| 1  | San José        | 14 maart 1961    | CCCF-kampioenschap 1961     | Haïti − Guatemala | 3 − 1   |
| 2  | Guatemala-Stad  | 28 maart 1965    | CONCACAF-kampioenschap 1965 | Guatemala − Haïti | 3 − 0   |
| 3  | Tegucigalpa     | 6 maart 1967     | CONCACAF-kampioenschap 1967 | Guatemala − Haïti | 2 − 1   |
| 4  | Port-au-Prince  | 8 december 1968  | WK 1970 kwalificatie        | Haïti − Guatemala | 2 − 0   |
| 5  | Guatemala-Stad  | 23 februari 1969 | WK 1970 kwalificatie        | Guatemala − Haïti | 1 − 1   |
| 6  | Port-au-Prince  | 13 december 1973 | WK 1974 kwalificatie        | Haïti − Guatemala | 2 − 1   |
| 7  | Monterrey       | 12 oktober 1977  | WK 1978 kwalificatie        | Guatemala − Haïti | 1 − 2   |
| 8  | Port-au-Prince  | 26 april 1985    | WK 1986 kwalificatie        | Haïti − Guatemala | 0 − 1   |
| 9  | Guatemala-Stad  | 15 mei 1985      | WK 1986 kwalificatie        | Guatemala − Haïti | 4 − 0   |
| 10 | Guatemala-Stad  | 3 juli 2000      | Vriendschappelijk           | Guatemala − Haïti | 4 − 1   |
| 11 | Guatemala-Stad  | 5 mei 2004       | Vriendschappelijk           | Guatemala − Haïti | 1 − 0   |
| 12 | Fort Lauderdale | 13 februari 2005 | Vriendschappelijk           | Guatemala − Haïti | 2 − 1   |
| 13 | Miami           | 16 augustus 2006 | Vriendschappelijk           | Guatemala − Haïti | 1 − 1   |
| 14 | Guatemala-Stad  | 23 april 2008    | Vriendschappelijk           | Guatemala − Haïti | 1 − 0   |
| 15 | Fort Pierce     | 17 januari 2009  | Vriendschappelijk           | Guatemala − Haïti | 1 − 0   |
| 16 | Fort Lauderdale | 27 maart 2022    | Vriendschappelijk           | Guatemala − Haïti | 2 − 1   |

## Samenvatting
| Competitie        | Totaal gespeeld | Winst Guatemala | Gelijk | Winst Haïti | Doelsaldo Guatemala – Haïti |
| ----------------- | --------------- | --------------- | ------ | ----------- | --------------------------- |
| WK-kwalificatie   | 6               | 2               | 1      | 3           | 8 − 7                       |
| CONCACAF Gold Cup | 3               | 2               | 0      | 1           | 6 − 4                       |
| Vriendschappelijk | 7               | 6               | 1      | 0           | 12 − 4                      |
| Totaal            | 16              | 10              | 2      | 4           | 26 − 15                     |

FNFG · A-internationals · Selecties · Guatemalteeks vrouwenelftal
1920 – 1949 ·
1950 – 1969 ·
1970 – 1979 ·
1980 – 1989 ·
1990 – 1999 ·
2000 – 2009 ·
2010 – 2019 ·
2020 − 2029
1921 · 
1922 · 
1923 · 
1923–1929 · 
1930 · 
1931–1934 · 
1935 · 
1935–1942 · 
1943 · 
1944 · 1945 · 
1946 · 
1947 · 
1948 · 
1949 · 
1950 · 
1941 · 1942 · 
1953 · 
1954 · 
1955 · 
1956 · 
1957 · 
1958 · 1959 · 
1960 · 
1961 · 1962 · 
1963 · 
1964 · 
1965 · 
1966 · 
1967 · 
1968 · 
1969 · 
1970 · 
1971 · 
1972 · 
1973 · 
1974 · 
1975 · 
1976 · 
1977 · 
1978 · 1979 · 
1980 · 
1981 · 1982 · 
1983 · 
1984 · 
1985 · 
1986 · 
1987 · 
1988 · 
1989 · 
1990 · 
1991 · 
1992 · 
1993 · 1994 · 
1995 · 
1996 · 
1997 · 
1998 · 
1999 · 
2000 · 
2001 · 
2002 · 
2003 · 
2004 · 
2005 · 
2006 · 
2007 · 
2008 · 
2009 · 
2010 · 
2011 · 
2012 · 
2013 · 
2014 ·
2015 ·
2016 ·
2017 ·
2018 ·
2019 ·
2020 ·
2021 ·
2022 ·
2023 ·
2024
Anguilla ·
Antigua en Barbuda ·
Argentinië ·
Armenië ·
Barbados ·
Belize ·
Bermuda ·
Bolivia ·
Brazilië ·
Britse Maagdeneilanden ·
Canada ·
Chili ·
Colombia ·
Costa Rica ·
Cuba ·
Curaçao ·
Dominica ·
Dominicaanse Republiek ·
Ecuador ·
El Salvador ·
Grenada ·
Guyana ·
Haïti ·
Honduras ·
IJsland ·
Iran ·
Israël ·
Jamaica ·
Japan ·
Mexico ·
Nederlandse Antillen ·
Nicaragua ·
Noorwegen ·
Panama ·
Paraguay ·
Peru ·
Polen ·
Puerto Rico ·
Qatar ·
Saint Lucia ·
Saint Vincent en de Grenadines ·
Slowakije ·
Sovjet-Unie ·
Suriname ·
Trinidad en Tobago ·
Uruguay ·
Venezuela ·
Verenigde Staten ·
Zuid-Afrika ·
Zuid-Korea
FHF · A-internationals · Selecties · Bondscoaches · Haïtiaans vrouwenelftal ·  Haïti U21 · Haïti U20 · Haïti U19 · Haïti U18 · Haïti U17
1925 ·
1926 ·
1927–1931 · 
1932 ·
1933 · 
1934 ·
1935–1937 · 
1938 ·
1939 ·
1940–1943 · 
1944 ·
1945–1947 · 
1948 ·
1949 ·
1950 ·
1951 ·
1952 ·
1953 ·
1954 ·
1955 · 
1956 ·
1957 ·
1958 ·
1959 ·
1960 · 
1961 ·
1962 ·
1963 ·
1964 ·
1965 ·
1966 ·
1967 ·
1968 ·
1969 ·
1970 · 
1971 ·
1972 ·
1973 ·
1974 ·
1975 ·
1976 ·
1977 ·
1978 ·
1979 ·
1980 ·
1981 ·
1982 · 
1983 ·
1984 ·
1985 ·
1986–1988 · 
1989 ·
1990 · 
1991 ·
1992 ·
1993 · 
1994 ·
1995 · 
1996 ·
1997 ·
1998 ·
1999 ·
2000 ·
2001 ·
2002 ·
2003 ·
2004 ·
2005 ·
2006 ·
2007 ·
2008 ·
2009 ·
2010 ·
2011 ·
2012 ·
2013 ·
2014 ·
2015 ·
2016 ·
2017 ·
2018 ·
2019 ·
2020 ·
2021 ·
2022 ·
2023 ·
2024
Amerikaanse Maagdeneilanden ·
Antigua en Barbuda ·
Argentinië ·
Aruba ·
Bahama's ·
Bahrein ·
Barbados ·
Belize ·
Bermuda ·
Bolivia ·
Brazilië ·
Britse Maagdeneilanden ·
Canada ·
Chili ·
China ·
Colombia ·
Costa Rica ·
Cuba ·
Curaçao ·
Dominica ·
Dominicaanse Republiek ·
Ecuador ·
El Salvador ·
Grenada ·
Guatemala ·
Guyana ·
Honduras ·
Italië ·
Jamaica ·
Japan ·
Jordanië ·
Kaaimaneilanden ·
Kosovo ·
Mexico ·
Montserrat ·
Nederlandse Antillen ·
Nicaragua ·
Oman ·
Panama ·
Peru ·
Polen ·
Puerto Rico ·
Qatar ·
Saint Kitts en Nevis ·
Saint Lucia ·
Saint Vincent en de Grenadines ·
Spanje ·
Suriname ·
Syrië ·
Trinidad en Tobago ·
Turks- en Caicoseilanden ·
Uruguay ·
Venezuela ·
Verenigde Arabische Emiraten ·
Verenigde Staten ·
Zuid-Korea